# La fidanzata corsa
La fidanzata corsa è un'opera seria ("melodramma tragico") in 3 atti di Giovanni Pacini su libretto di Salvadore Cammarano tratto da Colomba di Prosper Mérimée.
La prima rappresentazione ebbe luogo al Teatro San Carlo di Napoli, il 10 dicembre 1842, diretta da Antonio Farelli.

## Cast della prima rappresentazione
- Rosa: Eugenia Tadolini
- Alberto Doria: Giovanni Basadonna
- Piero Zampardi: Filippo Coletti
- Ettore: Gaetano Fraschini
- Giacinta: Anna Salvetti
- Guido Tobianchi: Marco Arati
- Alessio: Anafesto Rossi

## Struttura musicale
- Sinfonia

### Atto I: La disfida
- N. 1 - Introduzione e Cavatina di Piero Versa versa. Beviamo al ritorno - Per me tacque una vendetta (Coro, Piero, Rosa, Giacinta, Ettore)
- N. 2 - Duetto fra Ettore e Rosa Profferir l'insano accento (Ettore, Rosa, Giacinta, Leone)
- N. 3 - Cavatina di Alberto Mi parve il ciel funereo
- N. 4 - Duetto fra Alberto e Rosa Ah! sciagurata, ben lo sapea
- N. 5 - Serenata O giovinetta sposa (Alessio)
- N. 6 - Duetto fra Ettore ed Alberto Era il tempio in quelle mura

### Atto II: La fuga
- N. 7 - Duetto fra Piero e Rosa China quaggiù, dall'etere
- N. 8 - Finale II Taci... acquietati. Ho salvato (Ettore, Rosa, Guido, Alessio, Leone, Giacinta, Piero, Coro)

### Atto III: La vendetta
- N. 9 - Aria di Alberto Già col sangue la ferita (Alberto, Coro, Giacinta)
- N. 10 - Quintetto Mira d'intorno i giudici (Piero, Rosa, Ettore, Coro, Guido, Alessio)
- N. 11 - Aria Finale di Rosa No maledetta, in odio (Rosa, Alberto, Ettore, Leone, Giacinta, Coro)